# Legionarios (FAA)
Legionarios es un equipo de fútbol americano de Argentina que fue creado en 2007 y forma parte de la Liga Football Americano Argentina siendo la Franquicia más joven del certamen. Integra el campeonato junto a Tiburones, Corsarios, Osos Polares, Cruzados y Jabalíes. "Golden Army", apodo que el equipo dorado asumió en el último tiempo, se consagró campeón en 2011 del Tazón Austral VII, tras vencer a su clásico rival en la final, Jabalíes. Actualmente, el equipo es comandado por Ignacio Sincich.

## Historia
| Temporada regular | Temporada regular | Temporada regular | Temporada regular |  | Playoffs | Playoffs |
|                   | G                 | P                 | E                 |  | G        | P        |
| Osos Polares      | 14                | 9                 | 0                 |  | -        | -        |
| Corsarios         | 9                 | 14                | 2                 |  | 1        | 2        |
| Jabalíes          | 7                 | 15                | 1                 |  | 1        | 1        |
| Cruzados          | 8                 | 15                | 1                 |  | 1        | 3        |
| Tiburones         | 6                 | 18                | 0                 |  | 0        | 3        |
| ----------------- | ----------------- | ----------------- | ----------------- |  | -------- | -------- |

### Premios
| Número | Nombre                 | Posición | Distinción               |
| 7      | Brian Saletta          | QB/WR    | Ofensivo del año 2007    |
| 7      | Brian Saletta          | QB/WR    | MVP de la temporada 2007 |
| 83     | Carlos Damián Giorello | RB       | Novato del año 2009      |
| 47     | Juan Álvarez Jofre     | LB       | Defensivo del año 2010   |
| 52     | Nicolás Calvo          | LB       | Defensivo del año 2011   |
| 26     | Ray Einsehauer         | RB       | MVP de la temporada 2011 |
| 26     | Ray Einsehauer         | RB       | Ofensivo del año 2011    |
| 5      | Franco Franceschetti   | S        | Defensivo del año 2019   |
| 9      | Inti Nahuel Sellares   | RB       | Rookie del año 2022      |
| 18     | Maximiliano Lagnado    | QB       | Rookie del año 2023      |
| ------ | ---------------------- | -------- | ------------------------ |

### Entrenadores
| Nombre y Apellido                | Periodo   |
| Mitch Cohen                      | 2007-2009 |
| Reynaldo Mionis                  | 2010      |
| Ray Einsenhauer                  | 2011      |
| Reynaldo Mionis                  | 2012      |
| Ignacio Ambuso                   | 2013      |
| Fabián Sánchez                   | 2014-2016 |
| Martín Dietsch - Agustín Ramírez | 2017      |
| Martín De Negri                  | 2018      |
| Ignacio Sincich                  | 2019      |
| -------------------------------- | --------- |

## 2007
| Head Coach | Mitch Cohen |

La temporada (9-0)
El comienzo de la historia. Mitch Cohen, quien había formado parte de Cruzados es el encargado de la creación del sexto equipo de la Liga, conformado por jugadores con experiencia en otros equipos como en el extranjero (Brian Saletta, Calyton Reiter, Luis Hernández y Carlos Contreras). El equipo se basó en la experiencia de los extranjeros: se consiguió terminar invictos en la temporada regular y la única derrota fue en la final del Tazón Austral ante Tiburones. Ese mismo año, surge el "clásico" ante Jabaliés debido a que, desde el primer encuentro, se dieron partidos duros y parejos.

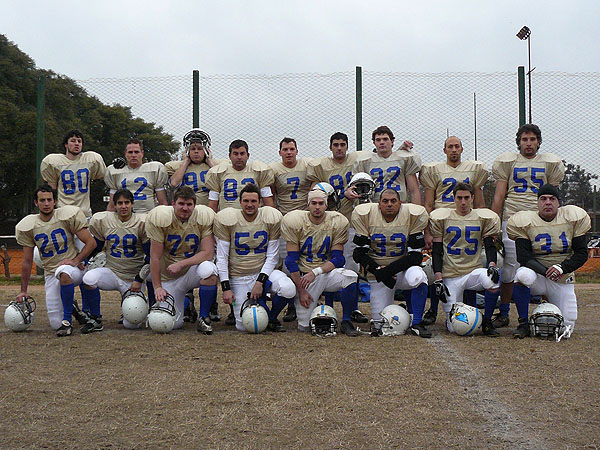
Equipo de la temporada 2007

| Capitanes     |
| ------------- |
| Mitch Cohen   |
| Brian Saletta |

## 2008
| Head Coach | Mitch Cohen |

La temporada (6-1-3)
Tras alcanzar la final en 2007 y perder frente a Tiburones, Legionarios afrontó una pequeña reestructuración en 2008. Las partidas de Brian Saletta, estrella del equipo, y Clayton Reiter, corredor dominante, más el cambio en la posición de mariscal de campo: Mitch Cohen dejaba la posición por problemas en el brazo de lanzar para desempeñarse como mariscal suplente. El mexicano Luis Hernández, líder defensivo en 2007, ocuparía su lugar. Es decir, los tres principales jugadores ofensivos de la primera temporada de la franquicia ya no iban a estar presentes en el emparrillado. A esto se le sumaría la partida del experimentado TE Carlos Contreras y un plantel que seguía siendo bastante corto. Si bien otro sólido draft y tres talentosos franquicias alimentaron la platilla, la cantidad de jugadores seguía sin ser la necesaria. Luego de clasificar a playoffs, La Legión perdió ante Jabalíes.
| Capitanes     |
| ------------- |
| Mitch Cohen   |
| Nicolás Calvo |
| Vasyl Mospan  |

## 2009
| Head Coach | Mitch Cohen |

La temporada (4-5)
En una temporada con altibajos y en la que el equipo sufrió varias lesiones importantes, entre ellas la del mariscal titular Reynaldo Mionis, Legionarios finalizó con un récord negativo por primera vez en su historia. No obstante, alcanzó el último boleto para clasificar a playoffs y enfrentó al campeón de 2008, Cruzados, y que sería nuevamente en 2009. Fue un año de transición y con un plantel compuesto en un alto porcentaje de novatos. 
| Capitanes       |
| --------------- |
| Vasyl Mospan    |
| Mitch Cohen     |
| Nicolás Calvo   |
| Reynaldo Mionis |

## 2010
| Head Coach | Reynaldo Mionis |

La temporada (5-4)
La reestructuración terminó: la llegada de Ray Einsenhauer junto con el pick de Gabriel Corsini le dieron armas a una ofensiva que empezó a conectar. El 2010 fue para Legionarios la calma que le antecede al huracán y el huracán fue en 2011. La defensa conocía un nuevo esquema impuesto por Fabián Sánchez, apodado "Ponjo", que terminó de darle a otro vuelo. La caída en semifinales fue un duro golpe para el equipo que ya veía lo que podía llegar a hacer. 
| Capitanes       |
| --------------- |
| Vasyl Mospan    |
| Nicolás Calvo   |
| Reynaldo Mionis |

## 2011
| Head Coach | Ray Einsehauer |

La temporada (7-3)
Bajo el mando del estadounidense Ray Einsehauer, Legionarios encontró una solidez ofensiva que tuvo un gran respaldo defensivo de la mano del sistema de Fabián "Ponja" Sánchez. "Lo que recuerdo es que era un grupo muy unido, todos por una causa, sin importar los resultados la idea de unión estaba siempre presente", admitió 7 años después Gabriel Corsini, figura clave de la final ante Jabalíes: convirtió la anotación que valió el título. La Legión dominó los premios ese año: Einsenhauer se llevó el MVP y Mejor Jugador Ofensivo de 2011 y Nicolás Calvo, el defensivo del año.    
| Capitanes       |
| --------------- |
| Vasyl Mospan    |
| Ray Eisenhauer  |
| Reynaldo Mionis |

#### La pegada de Calabuig

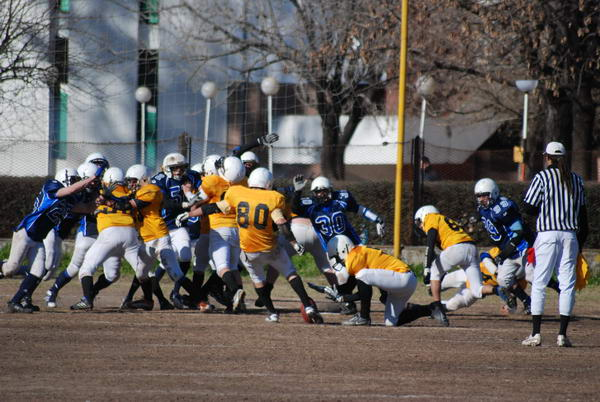
Calabuig, ante Osos Polares

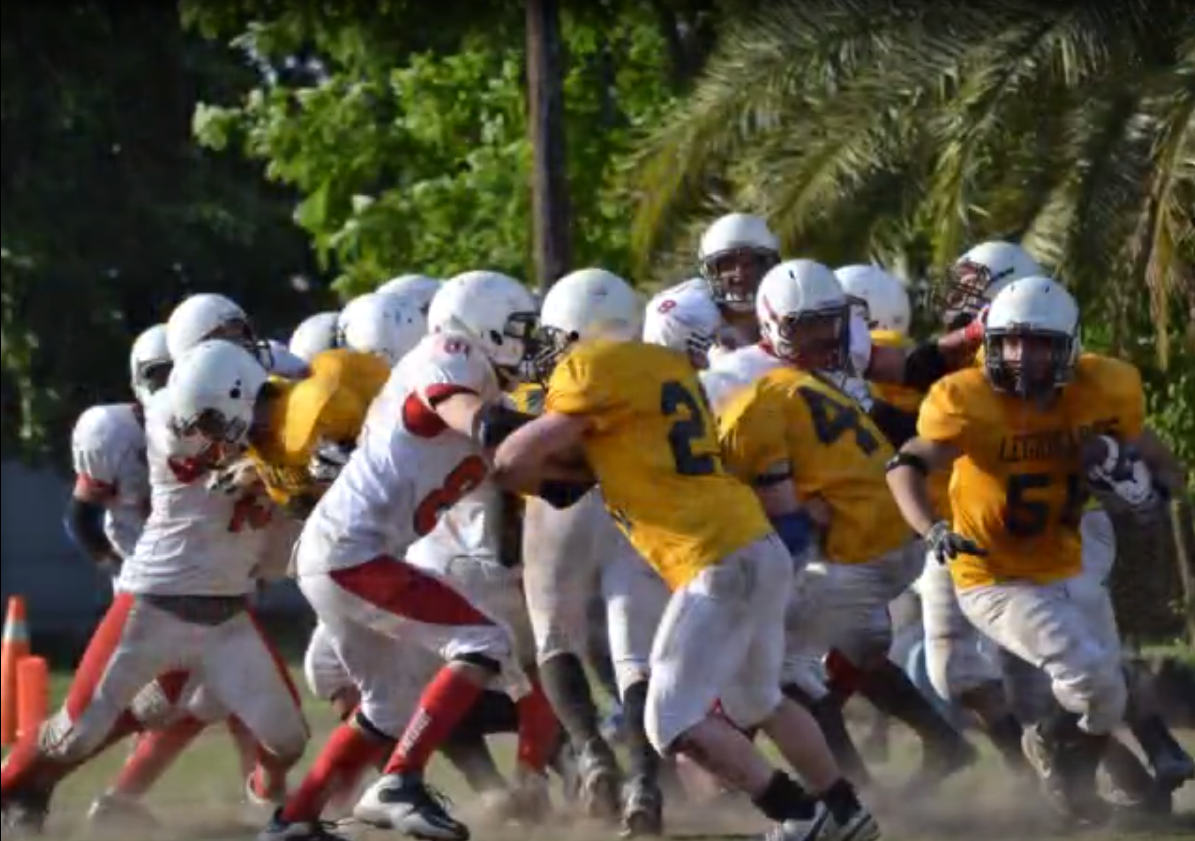
Corsini y el TD del Tazón Austral

Tres patadas de Nicolás Calabuig, kicker y linebacker, fueron decisivas para que Legionarios le ganara un partido muy cerrado a Osos Polares. Con menos de 10 segundos en el reloj, el equipo de Einsenhauer fue por los 3 puntos por tercera vez en el partido. No obstante, la patada fue bloqueada. Una infracción defensiva generó una nueva oportunidad para “Cala”: no sólo no falló sino que le dio la victoria a Legionarios por 9-8.

#### Otra vez Jabalíes
El primer partido ante el equipo porcino en 2011 terminó con una derrota para la Legión. El ataque aéreo del clásico rival fue lo que moldeó la caída 6-21. Habría revancha y por partida doble. Rápidamente, Legionarios se repuso y en el partido de vuelta en la temporada regular se impuso por 21-12. Luego, la final. Gabriel Corsini entró en la historia de Legión tras anotar con una corrida memorable el único TD del partido. Gloria eterna a esa corrida que consagró a Legionarios por primera vez.

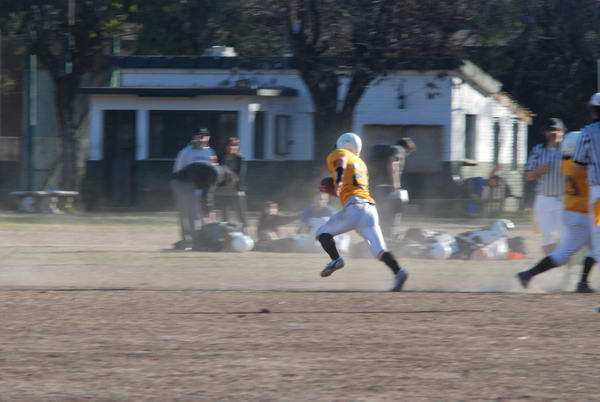
Ray Einsenhauer, RB de Legionarios

### “Yo soy sólo uno”
Ray Eisenhauer manifiesta en un par de frases todo lo que sintió por Legionarios. Entrenador y jugador, el estadounidense lideró una ofensiva que no brillaba, pero ganaba. Corrió como nunca en 2011: para anotar como también para llevar a su mujer al hospital para tener su primera hija. Su destreza en la cancha le valió el “MVP” en la final ante Jabalíes.

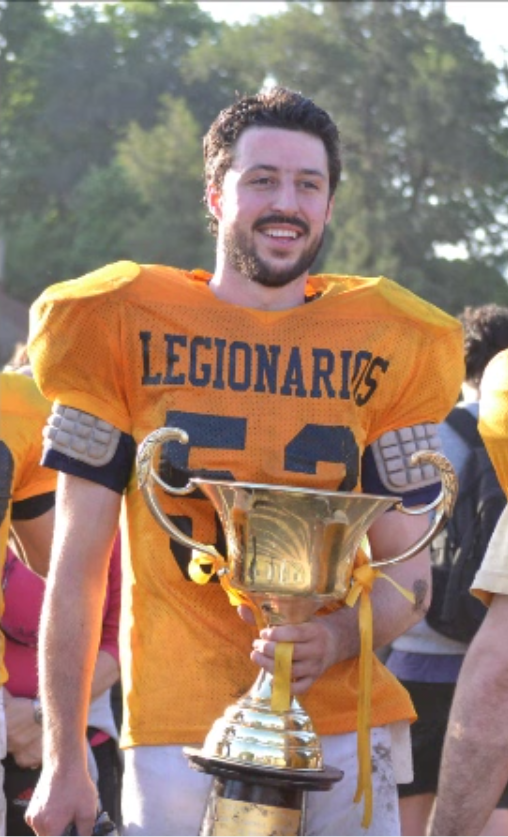
Calvo, LB de Legionarios

"Yo soy solo uno, pero soy alguien. No puedo hacer todo pero puedo hacer algo. ¿Qué es lo que puedo hacer? Lo tengo que hacer y por mis hermanos Legionarios lo tengo que a hacer". 

### Calvo, el emblema de la defensa
El CV de Nicolás Calvo empieza en 2007 como uno de los fundadores de este equipo. Líder natural, se afianzó de tal manera que era uno de los capitanes del equipo como así también la cara de la defensa que en 2011 coordinó Fabián Sánchez. Justamente el “Ponja” tomó la decisión de que Calvo pase de jugar de safety o corner a linebacker. El resto es historia. 

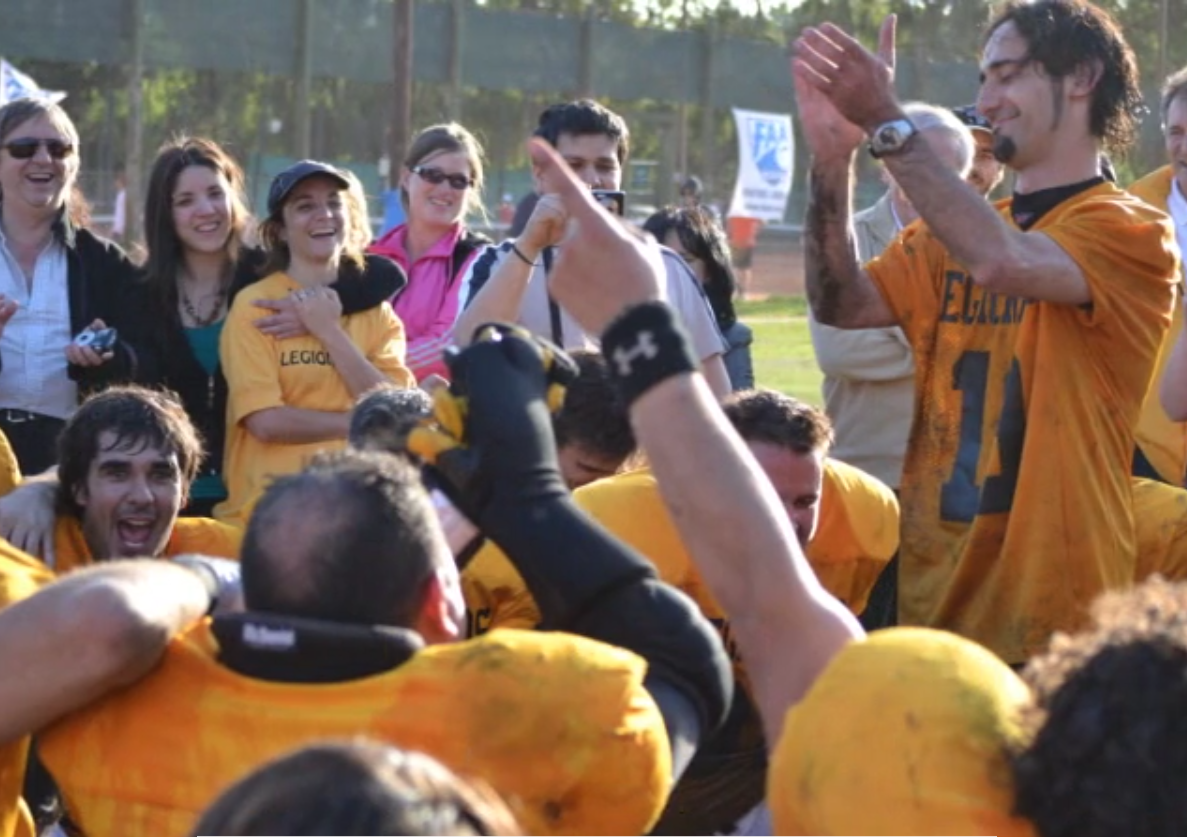
Sánchez, el coordinador defensivo

### “Y ya lo ve, y ya lo ve… Es la defensa del japonés”
El cantito que entonaban los propios Legionarios luego de consagrarse campeones lo decía todo. Drafteado en la primera ronda del Draft 2009, “El Ponja” ponía a disposición del equipo toda su experiencia obtenida en el Football Universitario de Japón. Su historia: en 2010, se lo designó como Coordinador Defensivo ya que las lesiones lo ayudaron a que sólo estuviera del lado de afuera del campo y, partido a partido, comenzó a darle forma a esa dura defensa de la Legión. Fabián Sánchez fue el creador de un sistema que no permitió puntos en la final ante Jabalíes, destacable a raíz de la importancia del partido. Juan Álvarez Jofre, MVP defensivo en 2010, Nicolás Calvo, MVP defensivo en 2011, y Nicolás Calabuig eran los tres LB, o sea: las espadas del “Ponja”, quien implementó movimientos nuevos en el equipo, sobre todo en la línea defensiva. ¿Qué hizo? Le exigió disciplina oriental a los apoyadores, trabajó sobre la presión de la secundaria y explotó la faceta de preparar cada partido al máximo, no sólo distinguiendo las debilidades del rival, si no puliendo a sus jugadores para que se fortaleciera toda la defensa de las cualidades individuales de cada jugador.

## 2012
| Head Coach | Reynaldo Mionis |

La temporada (0-5)
El recambio no llegó y la corta temporada terminó sin victorias. Sin embargo, una vuelta del destino generó que Legionarios se clasficara por sexto año consecutivo a playoffs. Al equipo le faltó química ya que muchos de los que juegan de titulares eran novatos o estaban en su segundo año. Agustín Sánchez, QB drafteado con pasado en juveniles, jugó de LB y Agustín Ramírez, CB titular en 2011, empezó a mostrar sus destrezas en ofensivas. Martín Dietsch fue el designado por el HC Mionis para comandar un equipo que perdió en semifinales ante Corsarios.

| Capitanes       |
| --------------- |
| Vasyl Mospan    |
| Gabriel Corsini |
| Reynaldo Mionis |

## 2013
| Head Coach | Ignacio Ambuso |

La temporada (1-1-8)
EL año de Ignacio Ambuso comenzaba con la continuación de Martín Dietsch como QB y con Ray Einsehauer y Nick Sevinord ar como las armas ofensivas, el primero como RB y el segundo como WR. Osos Polares fue la única víctima de la Legión en todo el año por lo que significó el primero de la franquicia sin su boleto a los playoffs. En los últimos partidos de la temporada, tras una lesión en la muñeca de Dietsch, Agustín Sánchez vio sus primeros partidos como mariscal de Legionarios. 
| Capitanes       |
| --------------- |
| Vasyl Mospan    |
| Ignacio Ambuso  |
| Reynaldo Mionis |

## 2014
| Head Coach | Fabián Sánchez |

La temporada (3-7)
2014 marcó el año en que Legionarios hizo un cambio de imagen con la introducción de un nuevo logo. En lo deportivo, Fabián Sánchez hizo su presentación como HC de Legionarios con la decisión de que Agustín Sánchez iba a ser su mariscal. Corsini, QB del equipo campeón pasó a ocupar el lugar de TE, y Dietsch no jugó ese año. "Ponjo" asumió con un plantel que tenía grandes valores del 2011 y jóvenes talentos como Noodt Molins y Franco Franceschetti. Tras dejar a un lado a Osos y Jabalíes, Legionarios pudo clasificarse a playoffs, en donde cayó ante Cruzados, equipo que se consagró al final de la temporada. 
| Capitanes       |
| --------------- |
| Vasyl Mospan    |
| Gabriel Corsini |
| Ignacio Sincich |
| Agustín Sánchez |

## 2015
| Head Coach | Fabián Sánchez |

La temporada (4-6)
Las ilusiones de Legionarios se renovaron en Champagnat tras la obtención del pase a playoffs. Agustín Sánchez era su mariscal y Agustín Ramírez condensaba la cuota de "playmaker" del equipo (ese año llegó a la Selección Argentina y jugó ante Chile). En semifinales, un inspirado Tiburones, que lideró la temporada regular con un notable 10-0, se quedó con el triunfo. Aunque el récord no fue positivo, el 4-6 le alcanzó al equipo de "Ponjo". 
| Capitanes             |
| --------------------- |
| Vasyl Mospan          |
| Fernando Noodt Molins |
| Ignacio Sincich       |
| Agustín Sánchez       |

## 2016
| Head Coach | Fabián Sánchez |

La temporada (1-9)
La tercera temporada de Fabián Sáncez al frente de Legionarios no terminó como se esperaba. Sólo una victoria pudo lucir la nueva indumentaria dorada que no se estrenó como se lo merecía; el partido aislado fue un holgado triunfo ante Osos Polares que no pudo ser utilizado como envión anímico para el resto de la temporada. 
| Capitanes             |
| --------------------- |
| Vasyl Mospan          |
| Fernando Noodt Molins |
| Ignacio Sincich       |
| Agustín Sánchez       |

## 2017
| Head Coach | Martín Dietsch - Agustín Ramírez |

La temporada (2-8)
Tras el alejamiento de Fabián Sánchez, Martín Dietsch y Agustín Ramírez fueron designados como la dupla que estaría al frente del equipo durante 2017. El draft no tuvo su gran aporte debido a la carencia de elecciones en los lugares más importantes. El año estuvo marcado por el cambio de mariscales en plena temporada, las dos victorias y por el comienzo de una racha negativa que se rompería recién a mediados de 2019. 
| Capitanes       |
| --------------- |
| Gabriel Corsini |
| Martín Dietsch  |
| Agustín Ramírez |

## 2018
| Head Coach | Martín De Negri |

La temporada (0-10)
Martín "Tierno" De negri asumió a fines de 2017 con el objetivo de reconstruir el equipo nuevamente. El primer paso fue darle la capitanía a Gabriel Corsini y Franco Franceschetti. "Gaby" sería su mariscal y "Fefe" la referencia en la defensiva. Las lesiones y las bajas no favorecieron la reconstrucción; se vio reflejado en el récord de la temporada. Diez derrotas al hilo fue el saldo de un 2018 con muchos cambios. Reynaldo Mionis comenzó su tarea como General Manager, un cargo que dura 3 años. “Es muy difícil esperar algo para la nueva temporada. El camino a seguir no pasa por el resultado”, afirmó De Negri en su primer y único draft como coach de Legionarios. La temporada terminó, el año no tuvo victorias pero sí noticias: a fines del 2018 llegaron Facundo Franque y Luciano Benítez de Tiburones; así "Tierno" sumaba un necesario QB y un LB. 
| Capitanes             |
| --------------------- |
| Gabriel Corsini       |
| Fernando Noodt Molins |
| Franco Franceschetti  |

## 2019
| Head Coach | Ignacio Sincich |

La temporada (3-7)
El cambio de HC antes del comienzo de la temporada supuso una transición muy fuerte para un equipo que no logró victorias en 2018. Sincich asumía como entrenador con la vuelta del mariscal Agustín Sánchez. La primera prueba para el HC fue el draft, luego volver al ansiado triunfo. Después de más de 2 años, Legionarios no solo ganó un partido, sino que hilvanó una racha de 3 consecutivos. La Legión se despertó tarde, porque solo quedaban 2 partidos para clasificarse a semifinales. Grandes apariciones en ofensiva, la vuelta de Sánchez y el fortalecimiento del grupo fueron las claves del primer año de Sincich. 
| Capitanes            |
| -------------------- |
| Franco Franceschetti |
| Agustín Ramírez      |
| Guillermo Funes      |
| Gabriel Corsini      |

## 2021
| Head Coach | Ignacio Sincich |

La temporada (2-2-1)
De la mano de Mariano Troitino como General Manager e Ignacio Sincich como Head Coach, Legionarios aceptó la invitación de participar de la primera edición del Torneo de Primavera, tras el año y medio de pandemia que interrumpió la actividad de FAARG desde marzo de 2020. Por otro lado, el equipo lució las nuevas camisetas, que representan no solo un cambio de piel -el cuarto de la franquicia desde su creación en 2007- sino que agrega el jersey blanco y amarillo. De irregular temporada, en playoffs el equipo a enfrentar fue Cruzados, quien se llevó el triunfo a falta de 2 segundos con una patada. 

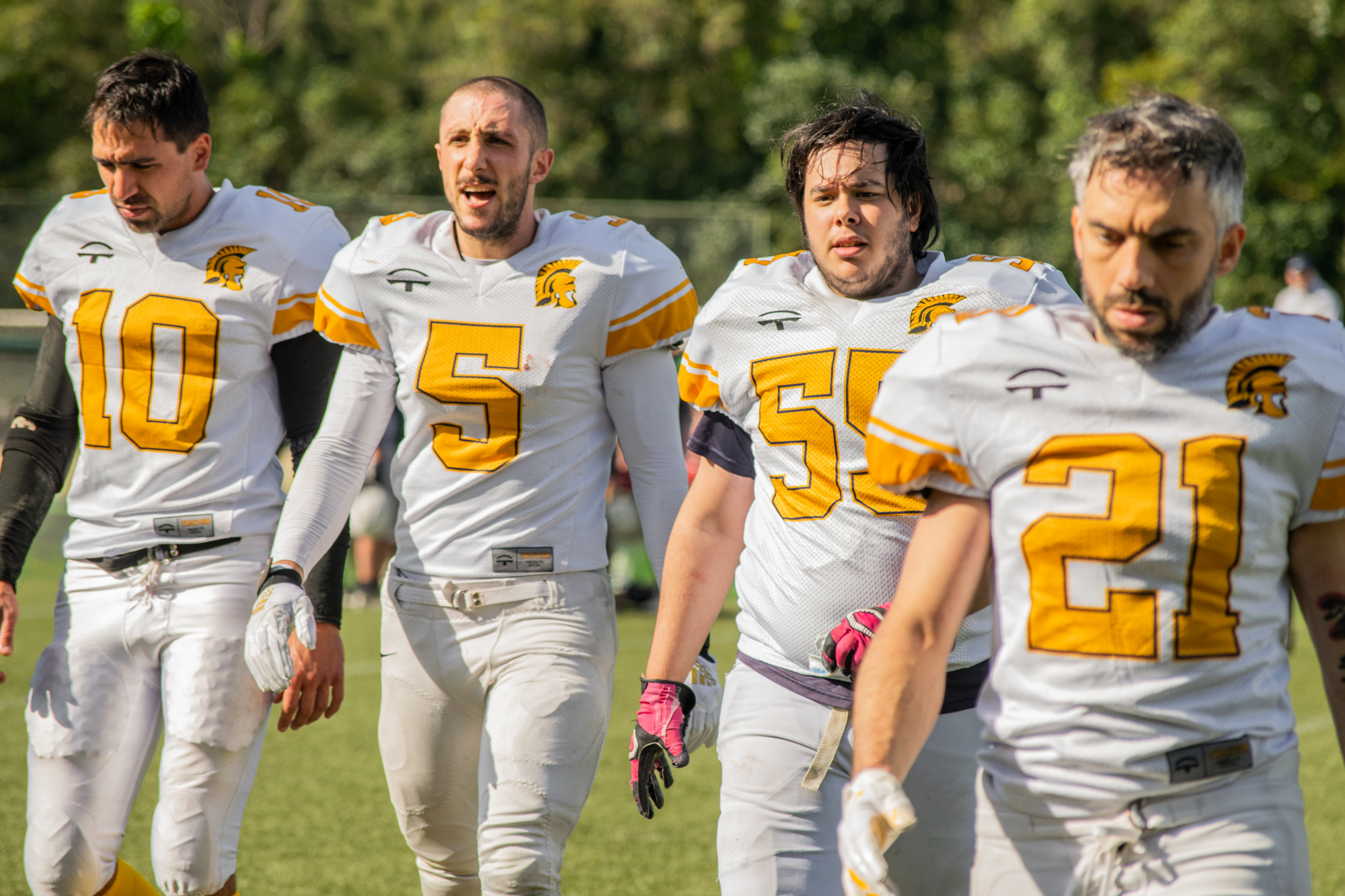
Los capitanes, en el estreno de la camiseta blanca

| Capitanes            |
| -------------------- |
| Franco Franceschetti |
| Agustín Ramírez      |
| Agustín Sánchez      |

## 2022
| Head Coach | Ignacio Sincich |

La temporada (4-6)
Comandado por 3.er año consecutivo por Sincich, el equipo sumó experiencia en su Staff técnico con la llegada de Agustín Geist como coordinador de la ofensiva, que tuvo a Enzo Patetta como mariscal de campo. Por otro lado, el equipo sumó talento tras los drafts de 2021 y 2022. Una serie de lesiones clave generaron irregularidad a lo largo de la temporada regular. No obstante, con dos triunfos sobre el final ante Tiburones, Legionarios volvió a playoffs después de 7 años. Corsarios hizo su juego y sepultó las chances del Tazón Austral para Golden Army.  
| Capitanes             |
| --------------------- |
| Franco Franceschetti  |
| Fernando Noodt Molins |
| Agustín Ramírez       |

## 2023
| Head Coach | Ignacio Sincich |

La temporada (6-4)
El cuarto año al hilo de Ignacio Sincich en el equipo trajo una temporada positiva después de 12 años. El manager, Mariano Troitino, apostó por fortalecer la defensa y negoció con Osos Polares la llegada de Damián Deglise y Tomás Cáceres. Lagnado fue el QB titular lo que significó el tercer año consecutivo con un mariscal diferente: pudo explotar, en su primer año como jugador, al gran cuerpo de receptores del equipo. En playoffs, Tiburones se impuso y dejó a Golden Army en la puerta de la final del Tazón Austral.   
| Capitanes            |
| -------------------- |
| Franco Franceschetti |
| Damián Deglise       |
| Agustín Ramírez      |

- Datos: Q9021197